# Antonov An-218
Antonov An-218 je bilo predlagano širokotrupno reaktivno potniško letalo biroja Antonov. Dvomotorno letalo bi lahko prevažalo 350 potnikov, vendar so projekt preklicali.

## Tehnične specifikacije(An-218-100)
- Posadka: 2
- Kapaciteta: 300/350/400 potnikov
- Dolžina: 59,79 m (196 ft 2 in)
- Razpon kril: 50 m (164 ft 1 in)
- Višina: 15,7 m (51 ft 6 in)
- Površina kril: 270 m2 (2 900 sq ft)
- Prazna teža: 90 000 kg (198 416 lb)
- Maks. vzletna teža: 170 000 kg (374 786 lb)
- Motorji: 2 × Progress D-18T1 visokoobtočni turbofani, 250 kN (57 000 lbf) potiska vsak
- Maks. hitrost: 870 km/h (541 mph; 470 vozlov)
- Dolet: 11 500 km (7 146 mi; 6 210 nmi)